# Menomonee Falls

Menomonee Falls en janvier 2014

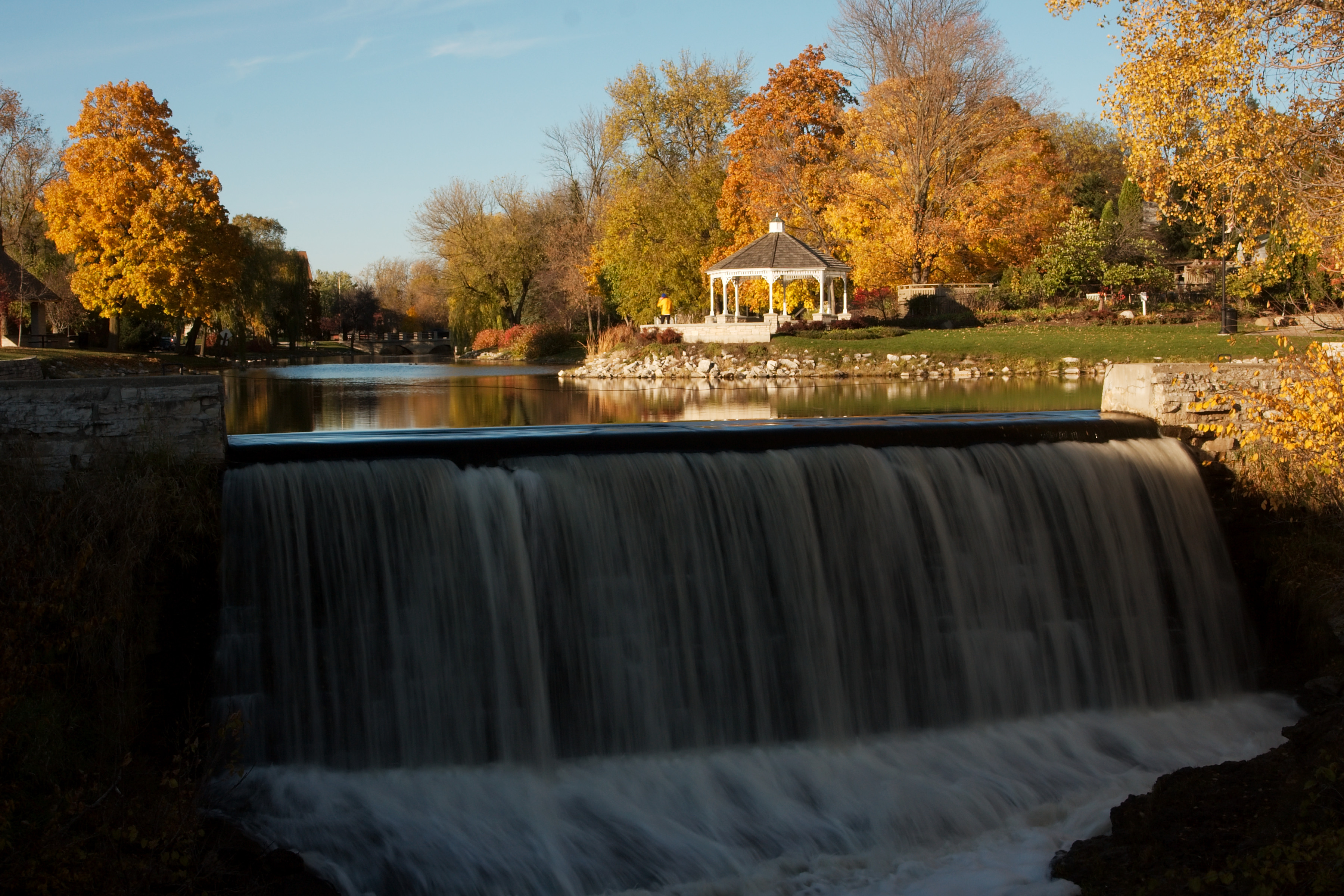
La rivière Menomonee

Menomonee Falls est un village du Comté de Waukesha dans l'état du Wisconsin, dans la banlieue de Milwaukee
La population était de 35,626 habitants en 2010, ce qui en fait le village le plus peuplé du Wisconsin.
Son nom vient de la rivière Menomonee River qui traverse la localité.